# フリッツ・フォン・ダルデル
フリッツ・フォン・ダルデル（Fritz Ludvig von Dardel、1817年3月24日 - 1901年5月27日）は、スイス生まれで、スウェーデン国王カール15世の侍従、武官として仕えた。画家、イラストレーター、著作家としても働いた。

## 略歴
スイスのヌーシャテルで生まれた。父親のジョルジュ＝アレキサンドル・ダルデル（Georges-Alexandre Dardel: 1775-1863）はスイスの貴族のダルデル家（sv:von Dardel）の一族で、軍人としてスウェーデンに移って来て、1810年にスウェーデンで貴族に叙せられた。母親はスウェーデン貴族の娘、Hedvig Sofia Charlotta Amalia Lewenhauptであった。両親の5男3女の子供の4男に生まれた。
16歳で士官候補生になり、1837年に、少尉に任官し、1862年には陸軍中佐にまで昇進した。
1850年から、当時、皇太子であったカール15世（1826-1872）の副官を務め、1858年から1862年まではパリの外交機関の駐在武官を務めた。1859年に即位したカール15世の侍従を1864年から務め、同じ年に建築監督省（Överintendentsämbetet）の長官になり、スウェーデン王立美術院の会長となった。1861年にスウェーデン王立美術院の名誉会員に選ばれた。 1867年から25年間、スウェーデン国立美術館の理事会の議長を務めた。
ヨーロッパやアメリカのフィラデルフィアで開かれた国際博覧会の美術展覧会で審査員も務めた。
スウェーデンの剣勲章（Svärdsorden）やデンマークのダンネブロ勲章、フランスのレジオンドヌール勲章（コマンドール）など多くの勲章を受勲した。
パリでレオン・コニエやウジェーヌ・ラミの指導を受けた。画家、イラストレーターとして国王に随行した先で水彩画を描き、雑誌に風刺画も寄稿した。
1901年にストックホルムで亡くなった。孫のニルス・ダルデル（1888-1943）はポスト印象派の画家である。 

## 『思い出 (Minnen）』
ダンデルは少年時代から日記をつけていて、没後の1911年から1913年にかけて、全4巻で息子たちによってフランス語からスウェーデン語に翻訳されて出版された。
- 『思い出 (Minnen）』. Stockholm: Norstedt. 1911-1913. Libris 515170
  - Del 1, 1833-1861. 1911. Libris 515175 Arkiverad 25 mars 2017 hämtat från the Wayback Machine.
  - Del 2, 1863-1865. 1912. Libris 515172
  - Del 3, 1866-1870. 1912. Libris 515173
  - Del 4, 1871-1872 ; Jämte personregister till delarna 1-4. 1913. Libris 515174

この日記はスウェーデン王宮の生活を伝える資料となっている。

## 作品

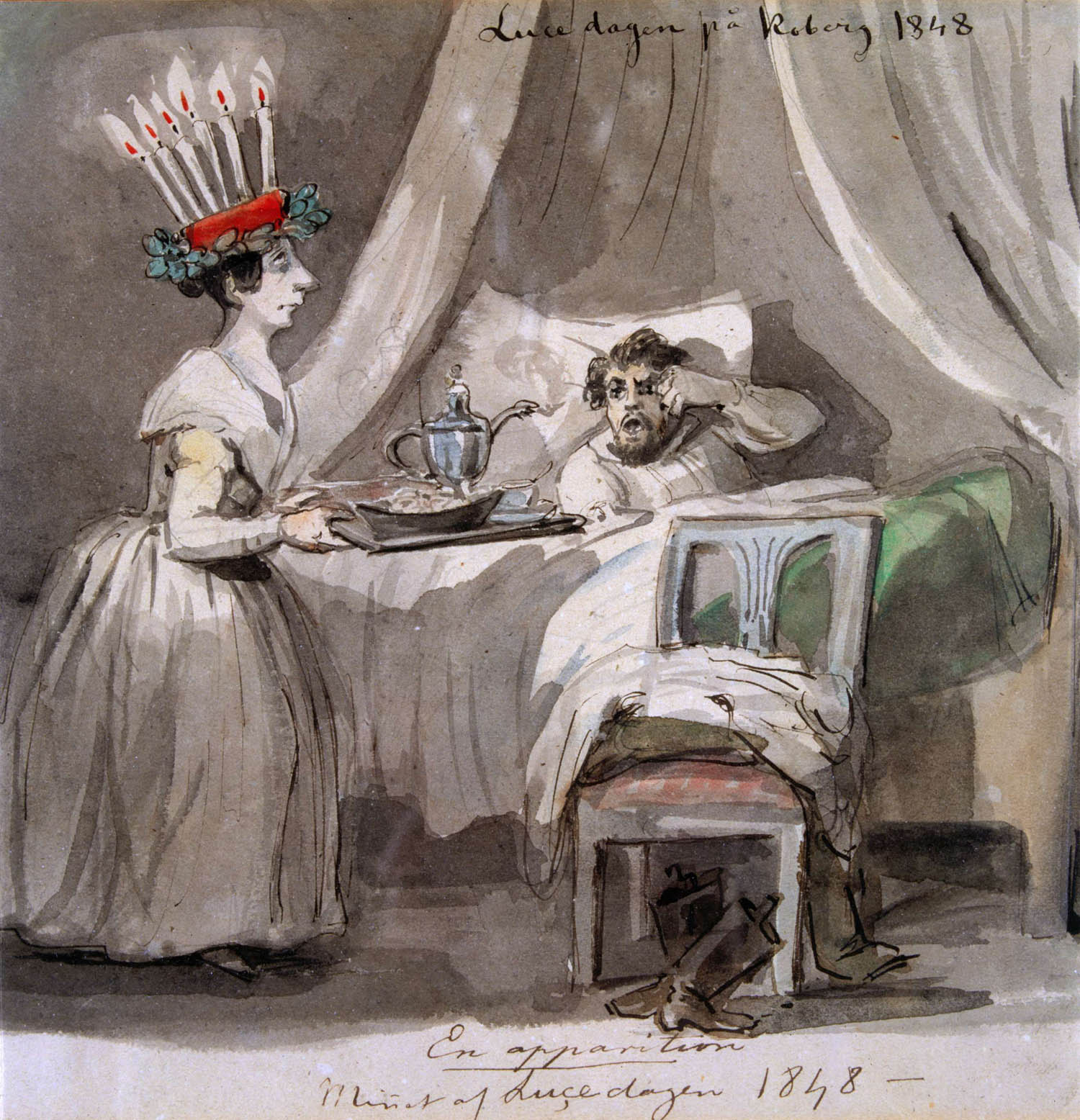
1848年の風刺画
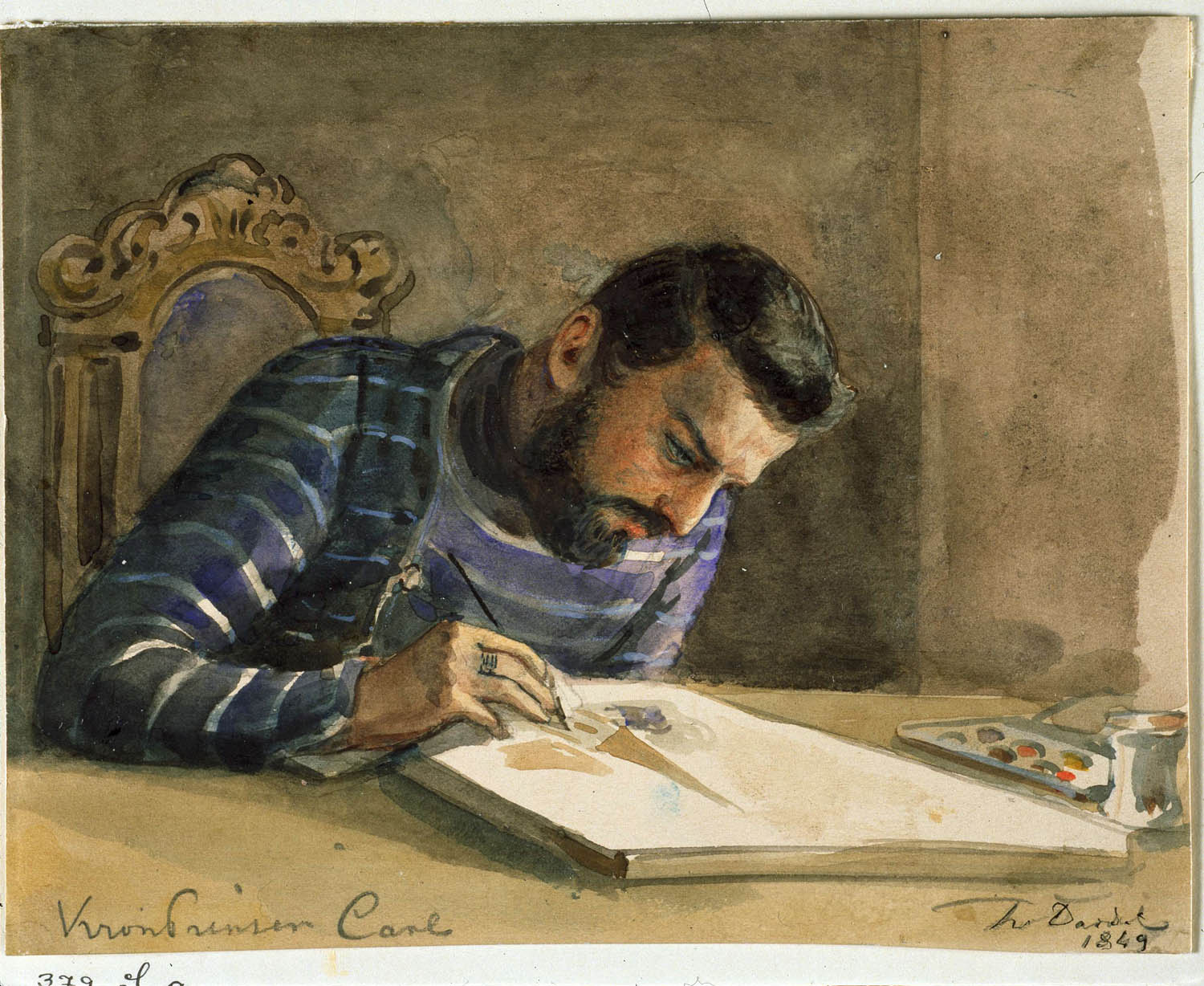
1849年の皇太子カール15世
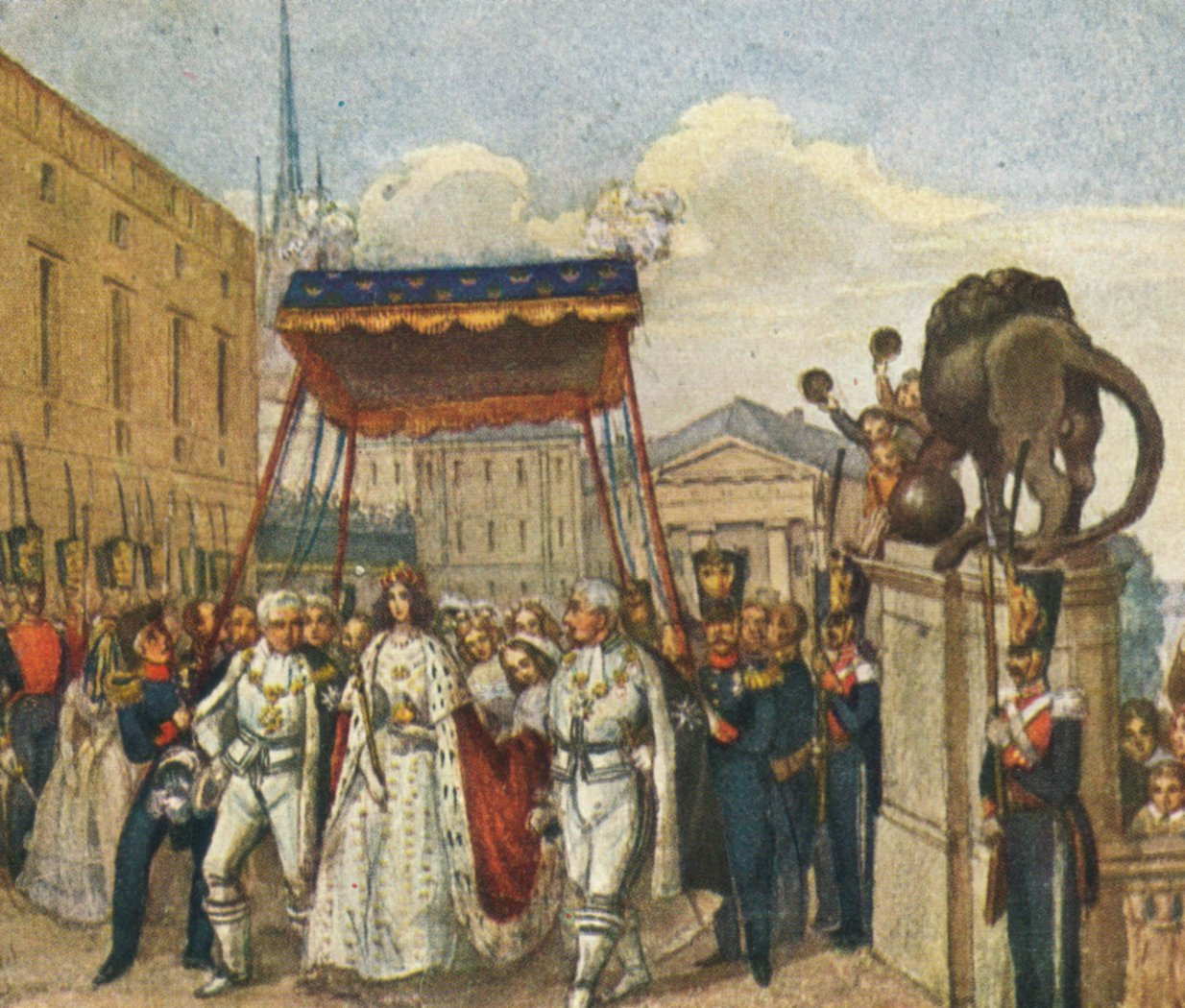
1844年9月のオスカル1世と王妃ジョゼフィーヌの戴冠式 (年代不明）
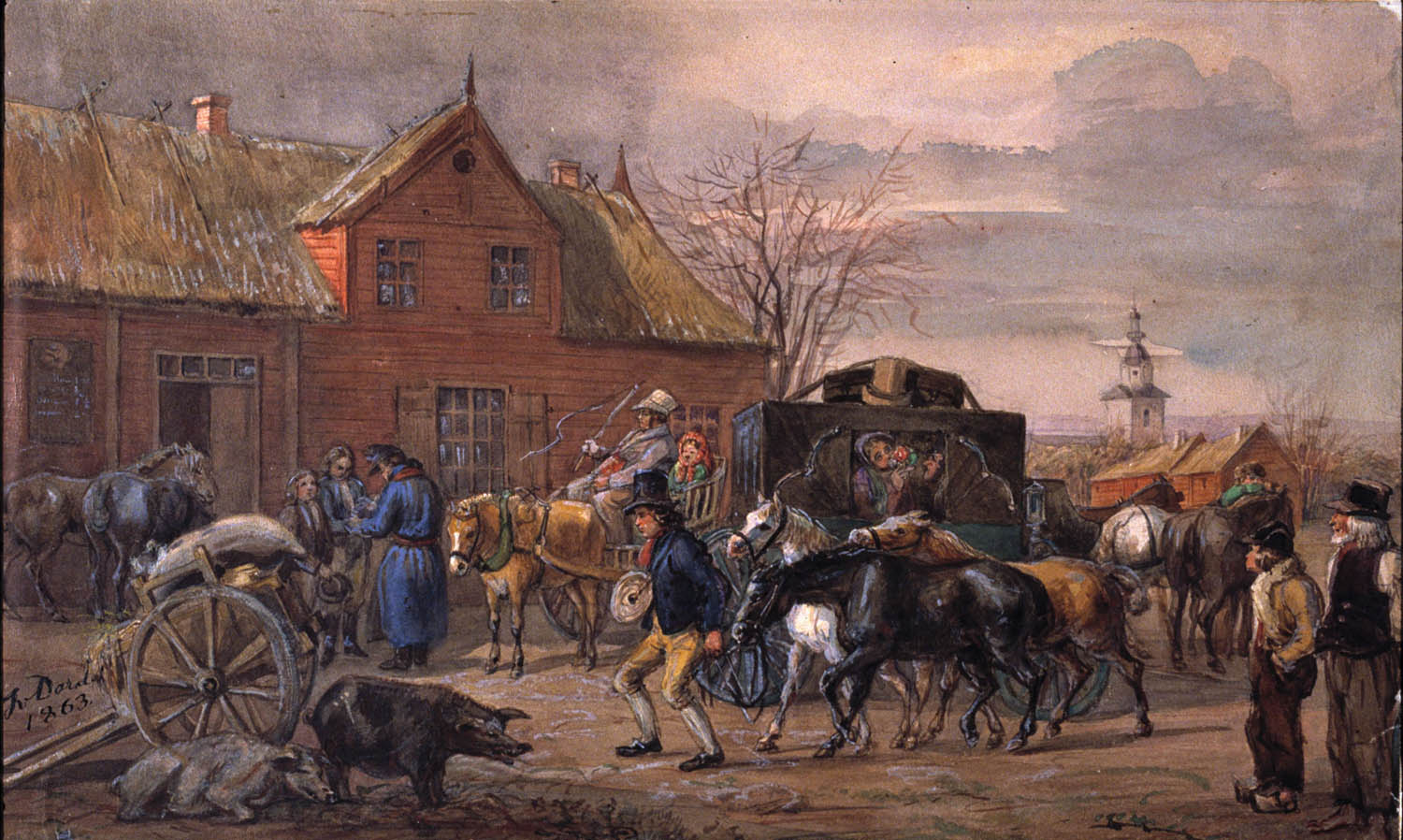
ハッランドの旅館の庭　(1863)